# Układ twierdzeń zamknięty
Układ twierdzeń zamknięty – układ twierdzeń, w którym:
- założenia twierdzeń wyczerpują wszystkie możliwości
- Tezy twierdzeń nawzajem się wykluczają

T1, T2, T3, ... , Tn – twierdzenia
p1, p2, p3, ... , pn – założenia
q1, q2, q3, ... , qn – tezy

## Przykład
Układ twierdzeń zamknięty o położeniu prostej względem okręgu
d – odległość prostej od środka okręgu
r – promień okręgu
1. Twierdzenie I Jeżeli d < r, to prosta jest sieczna z okręgiem.
2. Twierdzenie II Jeżeli d = r, to prosta jest styczna do okręgu.
3. Twierdzenie III  Jeżeli d > r, to prosta jest rozłączna z okręgiem.

Założenia tych trzech twierdzeń wyczerpują wszystkie możliwości, a ich tezy wzajemnie się wykluczają.